# Johann Staden
Johann Staden (ochrzczony 2 lipca 1581 w Norymberdze, pochowany 15 listopada 1634 tamże) – niemiecki kompozytor i organista.

## Życiorys
W wieku 18 lat został organistą w rodzinnej Norymberdze. W latach 1604–1605 przebywał na dworze w Bayreuth, następnie od 1605 do 1610 roku był organistą w Kulmbach. Na przełomie 1613 i 1614 roku udał się do Drezna, skąd wkrótce potem wrócił do Norymbergi, gdzie pozostał już do końca życia. Pełnił funkcję organisty w kościele przyszpitalnym (1616), kościele św. Wawrzyńca (1616–1618) i kościele św. Sebalda (1618–1634).
Jego synem był kompozytor Sigmund Theophil Staden, do grona uczniów należał natomiast Johann Erasmus Kindermann.

## Twórczość
Był przedstawicielem niemieckiego stylu wczesnobarokowego, swoją działalnością zapoczątkował tzw. szkołę norymberską. Tworzył świeckie i religijne utwory wokalne, a także kompozycje instrumentalne. Jego wczesne kompozycje utrzymane są jeszcze w starym stylu kontrapunktycznym bez basso continuo, w późniejszych zaczął wykorzystywać nowsze techniki. Był jednym z pierwszych niemieckich kompozytorów tworzących w stylu koncertującym. Z jego bogatego dorobku muzycznego zachowała się około połowa.